# Drôle d'endroit pour une rencontre
Pour plus de détails, voir Fiche technique et Distribution.
Drôle d'endroit pour une rencontre est un film français réalisé par François Dupeyron, sorti en 1988.

## Synopsis
La rencontre d'un homme Charles et d'une femme France sur une aire de service de l'autoroute du Sud.
Elle y a été abandonnée par son mari à la suite d'une querelle plus violente que d’habitude. Elle a décidé de l'attendre.
Lui est en panne, il répare son moteur. Désireux d'être seul, il veut d'abord la chasser, puis finalement tente de la conquérir.

## Fiche technique
- Titre : Drôle d'endroit pour une rencontre
- Réalisateur : François Dupeyron
- Scénario : François Dupeyron, Dominique Faysse
- Productrice : Catherine Deneuve
- Sociétés de production : DD Productions, Films A2,  Hachette Première et Cie
- Musique originale : Nicola Piovani
- Musique additionnelle : Richard Strauss (4e Lieder Im Abendrot, interprété par Montserrat Caballé) ; François Bernheim (Il Mio Rifugio)
- Photographie : Charlie Van Damme
- Montage : Françoise Collin
- Pays :  France
- Durée : 100 minutes
- Date de sortie : France : 5 octobre 1988

## Distribution
- Catherine Deneuve : France
- Gérard Depardieu : Charles
- Nathalie Cardone : Sylvie
- André Wilms : Georges
- Jean-Pierre Sentier : Pierrot
- Vincent Martin
- Alain Rimoux
- Chantal Banlier : Mme Richard
- François Toumarkine : le dépanneur

## Production
Une grande partie du tournage a été effectuée sur l’aire de la station-service de Portes-lès-Valence (Drôme) de l’autoroute A7, près de la ville de Valence.

## Distinctions
- Quatre nominations lors de la cérémonie des César du cinéma 1989 : 
  - César de la meilleure actrice pour Catherine Deneuve
  - César de la meilleure première œuvre pour François Dupeyron
  - César du meilleur scénario original ou adaptation pour François Dupeyron et Dominique Faysse
  - César du meilleur espoir féminin pour Nathalie Cardone